# Ken Menke
Kenneth H. "Ken" Menke (West Dundee, Illinois, 2 de octubre de 1922-Elgin, Illinois, 2 de septiembre de 2002) fue un jugador de baloncesto estadounidense que disputó una temporada en la NBA, y otra más en la NBL. Con 1,83 metros de estatura, jugaba en la posición de base.

## Trayectoria deportiva

### Universidad
Jugó durante tres temporadas con los Fighting Illini de la Universidad de Illinois en Urbana-Champaign, formando junto a Andy Phillip, Art Mathisen, Gene Vance y Jack Smiley los denominados Whiz Kids, quienes ganaron en 1942 y 1943 dos títulos de la Big Ten Conference consecutivos, con 25 de 27 victorias dentro de la conferencia. Fue incluido en 1942 en el mejor quinteto de la misma, tras promediar 9,7 puntos por partido.

### Profesional
Comenzó su carrera profesional en los Fort Wayne Pistons de la NBL, con los que disputó una temporada en la que promedió 2,8 puntos por partido. En 1949 fichó por los Waterloo Hawks de la NBA, con los que únicamente disputó 6 partidos en los que promedió 2,5 puntos y 1,2 asistencias.

## Estadísticas de su carrera en la NBA

### Temporada regular
| Temporada | Edad | Equipo         | Liga | Pos. | P | TIT | MIN | TC  | TCA | %TC  | 3P | 3PA | %3P | TL  | TLA | %TL  | R.OF. | R.DEF. | REB | ASIS | ROB | TAP | PER | FP  | PTS |
| 1949-50   | 27   | Waterloo Hawks | NBA  |      | 6 |     |     | 1.0 | 2.8 | .353 |    |     |     | 0.5 | 1.3 | .375 |       |        |     | 1.2  |     |     |     | 1.2 | 2.5 |
| Total     |      |                | NBA  |      | 6 |     |     | 1.0 | 2.8 | .353 |    |     |     | 0.5 | 1.3 | .375 |       |        |     | 1.2  |     |     |     | 1.2 | 2.5 |